# Albert Bandura
Albert Bandura (Mundare, 4 december 1925 – Stanford (Californië), 26 juli 2021), was een Amerikaans-Canadees psycholoog. Hij is bekend geworden als grondlegger van de sociaal-cognitieve leertheorie en heeft ook gewerkt aan het begrip morele ontkoppeling.
Bandura studeerde psychologie aan de Universiteit van British Columbia waar hij in 1949 zijn Bachelors degree haalde. Aan de Universiteit van Iowa behaalde hij zijn Ph.D in 1952. Daar studeerde hij onder Kenneth Spence, een belangrijke vertegenwoordiger van het stimulus-responsbehaviorisme van Clark Hull, en zo kwam hij in aanraking met leertheorie en gedragstudies. In 1953 kreeg hij een aanstelling aan de Stanford-universiteit. Daar schreef hij samen met Richard Walters (zijn eerste promovendus) zijn eerste boek, Adolescent Aggression. Het belang van dit werk was dat de auteurs daarmee het begrip imitatie voor het aanleren van gedrag introduceerden. 
In 1973 en 1980 kreeg hij verschillende prijzen voor zijn werk. In 1995 ontving Bandura een eredoctoraat van de Universiteit Leiden.
Bandura overleed op 95-jarige leeftijd aan de gevolgen van hartfalen.
- Biblioteca Nacional de España: XX950196
- Bibliothèque nationale de France: cb123783423 (data)
- CiNii: DA00489567
- Gemeinsame Normdatei: 11865232X
- International Standard Name Identifier: 0000 0001 0931 1188
- Library of Congress Control Number: n50036523
- Nationale Bibliotheek van Letland: 000007756
- Bibliotheek van het Japanse parlement: 00432220
- Nationale Bibliotheek van Tsjechië: jo2002101371
- Nationale bibliotheek van Australië: 35013072
- Nationale Bibliotheek van Israël: 987007449438505171
- Nationale Bibliotheek van Polen: a0000003047157
- Nationale en Universitaire bibliotheek Zagreb: 000099916
- Nederlandse Thesaurus van Auteursnamen: 067495044
- LIBRIS: 176703
- SNAC: w6f6038r
- Système universitaire de documentation: 032830114
- Trove: 789772
- Virtual International Authority File: 108322427
- WorldCat: E39PBJkTbJ63MFPTBwXvy9wV4q